# Codices de Trente
Les Codices de Trente (en allemand : Trienter Codices ou Trienter Musikhandschriften ; en anglais : Trent Codices) sont une collection de sept importants manuscrits de musique, compilés vers le milieu du XVe siècle, aujourd'hui conservés à Trente, dans le nord de l'Italie. Ils contiennent principalement de la musique vocale sacrée, composée entre 1400 et 1475, soit plus de 1 500 compositions musicales séparées, de 88 compositeurs différents, ainsi qu'une énorme quantité de musique anonyme (dont la fameuse Missa Caput). Ces manuscrits sont la plus vaste et la plus importante source manuscrite unique, pour le siècle et pour l'Europe entière.

## Contenu

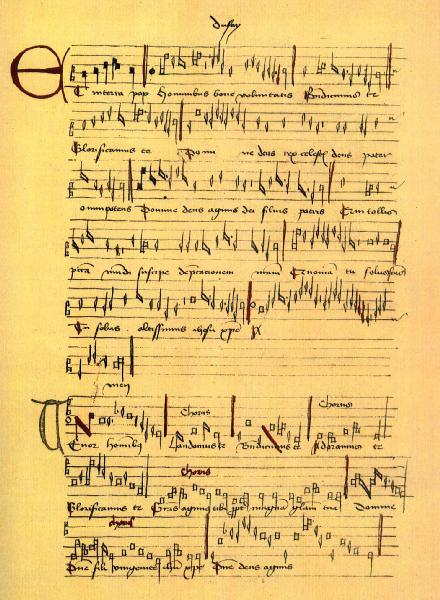
Un Gloria de Guillaume Dufay, des manuscrits de Trente. Le nom du compositeur est situé en haut au centre.

Les codices de  Trente sont composés de sept volumes distincts. Six d'entre-eux sont détenus dans le « Museo Provinciale d'Arte » dans le Castello del Buonconsiglio et ont la cote « Monumenti e Collezioni Provinciale, 1374-1379 ». Cependant, ils sont presque tous désignés par leurs anciennes cotes : « Trente 87-92 ». Ainsi, le RISM les désigne par I-TRmn 87-92 ou I-TRmp. Un septième manuscrit, découvert un peu plus tard, est conservé à la Biblioteca Capitolare de Trente (voir paragraphe Histoire, ci-dessous). Si, techniquement il a la cote « BL », il est presque universellement appelé « Trente 93 », poursuivant la série du Castello.
Les manuscrits ont été copiés sur une période de plus de trente ans, dès 1435 jusqu'à peu après 1470. Les noms de deux des scribes ont été préservés : Johannes Wiser et Johannes Lupi, deux clercs en relation avec la cathédrale de Trente. Cependant, certains travaux de copie n'ont pas été fait à Trente, surtout pour les premières parties de la série (Trente 87 et 92) : une étude des filigranes et autres caractéristiques des manuscrits a montré des origines dans le Piémont, au nord-est de la France et en Savoie–Bâle, ainsi que d'autres villes dans le nord de l'Italie, comme Bolzano.
Exceptionnellement pour les manuscrits de cette époque, les codices de Trente sont de petite taille : environ 20 × 30 cm, ils sont l'équivalent d'une « partition miniature » du XVe siècle. Leur petite taille et de nombreuses erreurs, font qu'il est difficile de les chanter, voire impossible : ils peuvent avoir été utilisés comme source à partir de laquelle des copies pour l'interprétation ont été faites,. D'autre part, ils sont assez grands pour être chantées avec une personne sur chaque partie — ce qui peut être un argument puisque c'était la norme pour l'essentiel du XVe siècle. Pour certains morceaux, les parties vocales ont même été divisées entre deux « livrets », ce qui rendrait possible une interprétation par deux groupes de chanteurs.
La plus ancienne « strate » de l'ensemble du manuscrit, est incluse dans Trente 87 et 92, qui contiennent des mouvements de la messe et des motets, avec des œuvres de compositeurs tels que Zacara da Teramo, Jacobus Vide, Johannes Brassart, Johannes de Limburgia et les premières œuvres de Guillaume Dufay, dont la musique apparaît à travers tous les codices. Il y a aussi des compositeurs anglais, notamment John Dunstable, donnant un certain sens à l'estime dans laquelle étaient tenus les compositeurs anglais de l'époque. La plupart des sources manuscrites d'Angleterre à partir du XVe siècle, ont été détruits par Henry VIII lors de la dissolution des monastères ; la musique survivante des compositeurs anglais du XVe siècle, provient en grande partie des sources continentales, comme ces livres italiens.
Le copiste Johannes Wiser a écrit l'essentiel des cinq manuscrits, Trente 88, 89, 90, 91, 93, principalement entre 1445 et 1475. Sa copie n'était pas toujours compétente : il possédait évidemment une connaissance musicale et même il a occupé un poste d'organiste, cependant il a laissé de nombreuses erreurs. Une grande partie de la musique qu'il copie dans ces cinq livres sont des œuvres de compositeurs de l'école bourguignonne, notamment Dufay et Antoine Busnois et il y a un nombre considérable d’unica (compositions qui survivent dans une unique source) ainsi que des morceaux de compositeurs dont les noms apparaissent nulle part ailleurs et des compositions anonymes. Les manuscrits de Trente sont inhabituels pour l'époque dans l'attribution aux compositeurs aussi souvent qu'ils le font ; la plupart des manuscrits musicaux de l'époque, présentent les œuvres de manière anonyme, car les scribes laissaient généralement de côté les noms de compositeurs,.
Une partie des pièces des manuscrits des codices de Trente sont écrits avec une encre corrosive qui a mangé le papier, ainsi que, entre autres choses, les notes. Même s'il y a eu une  restauration en 1975, les manuscrits sont encore dans un état précaire, et pour quelques pages, les anciennes photographies sont plus lisibles que les manuscrits eux-mêmes.

## Histoire

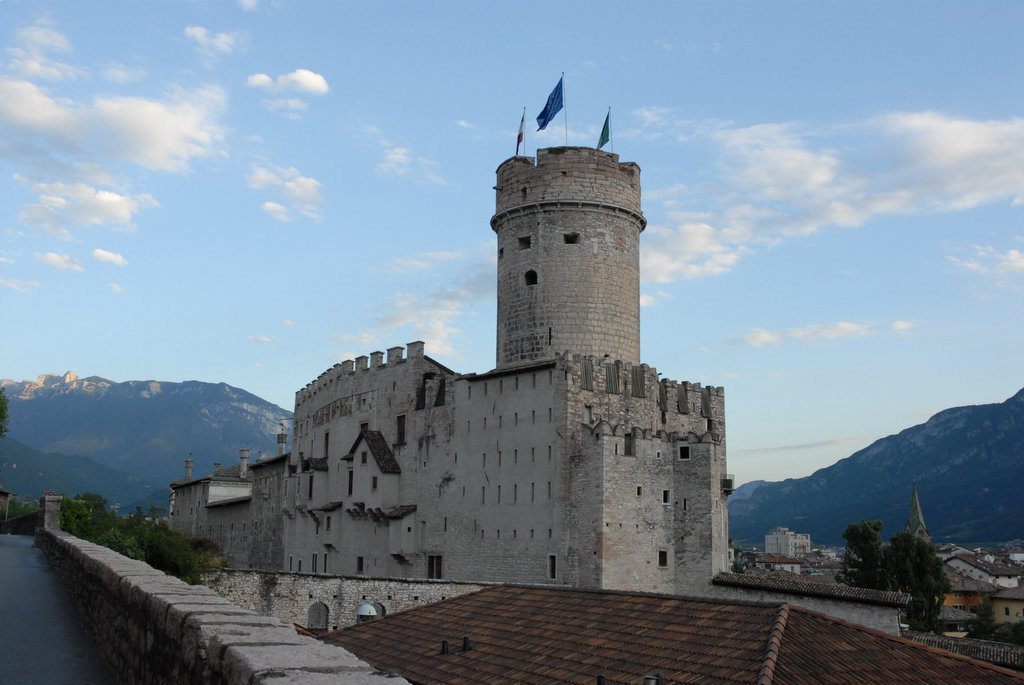
Les codices Trente sont conservés au Castello del Buonconsiglio de Trente en Italie.

Pendant le XVe siècle, le territoire dans lequel la musique a été copié, est la partie la plus méridionale du Saint Empire Romain germanique, qui à cette époque, avait un vaste établissement musical. Sigismond, cousin de l'empereur Frédéric III, était Duc du Tyrol et possédait à Innsbruck, une chapelle musicale, grande et sophistiqué. Le territoire autour du Col du Brenner, notamment Innsbruck au nord et Trente au sud, était un carrefour par lequel de nombreux musiciens devrait passer, lorsqu'ils voyageaient entre l'Italie et les provinces des Pays-Bas, riches musicalement. Il est raisonnable de supposer que Trente, à partir d'un emplacement central et d'un centre commercial sur un important commerce et un itinéraire de voyage, est une place centrale de référence. Les codices peuvent avoir été la principale anthologie de toute la musique polyphonique chantée dans les chapelles et les cours du domaine des Habsbourg, de l'Italie du nord au sud de l'Allemagne, au milieu du XVe siècle.
Six des sept manuscrits, ont été archivés pendant des siècles à la bibliothèque de la Cathédrale de trente et n'ont été redécouvert qu'au milieu du XIXe siècle. Leur première discussion dans la littérature musicologique date de 1885, dans l'énorme monographie de F. X. Haberl sur Guillaume Dufay : Bausteine zur Musikgeschichte. Peu de temps après leur découverte, les six manuscrits sont transférés à Vienne pour étude. Aux termes du traité de Saint-Germain signé à la fin de la première Guerre Mondiale, les manuscrits reviennent à Trente en 1920, la même année de la découverte du septième manuscrit.
La Publication du contenu des manuscrits avait déjà commencé en Autriche dans le cadre de la série Denkmäler der Tonkunst in Österreich (DTÖ). Si le premier volume des Sechs Trienter Codices paraît en 1900, le dernier volume des Sieben Trienter Codex, n'est publié qu'en 1970.

## Signification

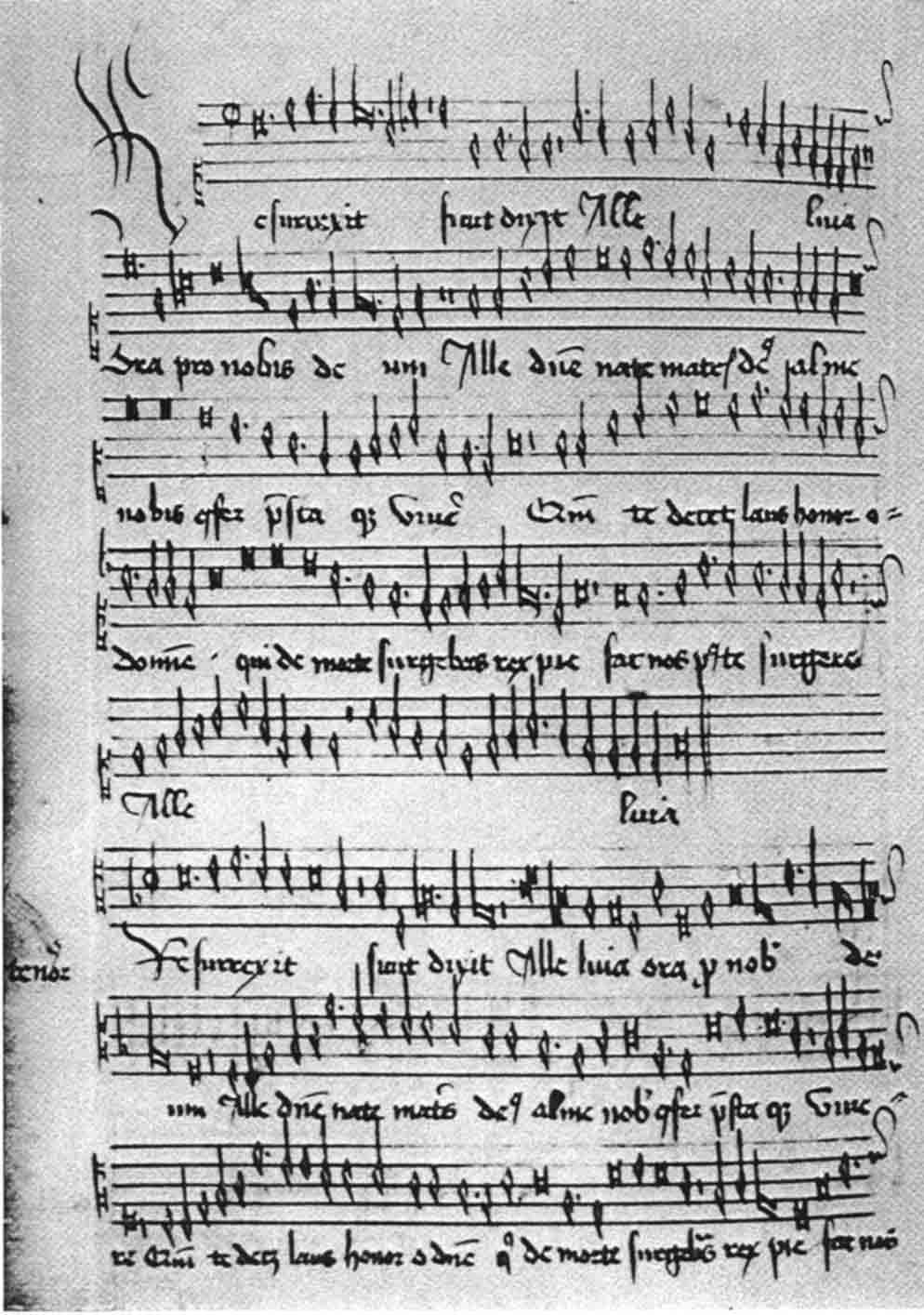
TrentC 87, 197.

Les manuscrits de Trente sont du premier intérêt et montrent le développement progressif du cycle de la messe, avec une unité musicale des parties de l'ordinaire de la messe. Les premiers volumes de l'ensemble continuent à isoler les mouvements de messe, comme c'est la caractéristique des pratiques de composition de la fin du XIVe siècle ; ensuite, il y a des paires de mouvements et partie de cycles ; et dans les derniers volumes, les codices contiennent les plus anciens mouvements groupés par trois ou quatre. Toutes les séries parmi les plus anciennes, sont d'origine anglaise. Les derniers volumes des codices comprennent de nombreux cycles de messe de compositeurs de la génération de Dufay, à l'époque où le cantus firmus de messe était devenue une forme mature.

## Autres manuscrits musicaux de Trente
Bien que les « codices de Trente » se réfère généralement à ces sept manuscrits seuls, ils ne sont pas les seuls témoins de l'intérêt actif de la musique du Moyen Âge tardif et de la Renaissance à Trente. À l'arrière d'un bréviaire monophonique (Biblioteca Comunale 1563, mais à titre de résidence permanente le Museo Provinciale d'Arte) figure un folio, probablement issu d'un manuscrit beaucoup plus grand c. 1400, contenant un Credo par Antonio dictus Zachara da Teramo. Les Prières dédiées à des saints locaux ont été ajoutés au manuscrit dans le courant du XVe siècle, permettant d'établir que le manuscrit est à Trente depuis au moins le XVe siècle. Un autre fragment de la même période est trouvé dans un incunable n° 60 à la Fondazione Biblioteca di S. Bernardino (anciennement dei Padri Francescani). Cette source peut être connectée à des fragments de Padoue. Cette bibliothèque abrite également une collection remarquable appelée cantus fractus, ou chant rythmicisés, publié récemment.
Plus tard les œuvres polyphoniques se trouvent dans des manuscrits de l'Archivio di Stato (Sezione tedesca n° 105) à Trente et à la Biblioteca Comunale (MSS. 283 an 1947/4, ce dernier comprenant des compositions instrumentales) et parmi la donation du musicologue Laurence Feininger au Museo Provinciale d'Arte. La collection Feiniger est aussi un reflet de sa vie, dévouée à la collecte d'exemples plus tardifs du chant liturgique. Cette collection a également été récemment cataloguée et publiée, en partie en fac-similé.

## Discographie
- The Whyte Rose - Ferrara Ensemble, dir. Crawford Young (janvier 1997, Arcana A301) (Fiche sur medieval.org) — Walter Frye, Motet: Salve virgo mater (Ms 88, fos  70v-71) ; anonyme, Love wolle I withoute eny variaunce (Ms 87, fos  198v-199)
- O rosa bella : Musique anglaise et continentale de la dernière période gothique - Clemencic Consort, dir. René Clemencic (octobre 1997, Arte Nova 59210) (Fiche sur medieval.org)
- Ockeghem, Messes Ma Maitresse et Caput, Motets - The Clerks' Group, dir. Edward Wicklham (6-7 novembre 1997, ASV CD GAU 186) — 3 motets de Ockeghem, extraits du Ms 88 : A Solis Ortus Cardine ; O Sidus Hispanie ; Gaude Maria. Offre également le Venit Ad Petrum du Sarum chant.
- Dufay & the Court of Savoy (février 2008, Hyperion CDA67715) (Fiche sur medieval.org) — 5 pièces de Dufay extraites du Ms. 88 : Introit: Venite benedicti ; Gradual: Gloriosus Deus ; Alleluia: Judicabunt sancti ; Offertory: Mirabilis Deeus ; Communion: Gaudete iusti.
- Flos virginum : Motets et canzones du XVe siècle - Stimmwerck (septembre 2013/mai 2014, CPO 777 937-2) (Fiche sur medieval.org) — 4 pièces anonymes : Dies est letitie ; O beata infantia ; Advinisti desiderabilis ; Christus surrexit.